# Resolution 1881 des UN-Sicherheitsrates
Die Resolution 1881 des Sicherheitsrats der Vereinten Nationen wurde am 30. Juli 2009 einstimmig angenommen.

## Resolution
Der Sicherheitsrat hat heute Morgen einstimmig beschlossen, das Mandat der Hybridmission der Afrikanischen Union und der Vereinten Nationen in Darfur (UNAMID) um ein Jahr zu verlängern, und fordert die Konfliktparteien in der westlichen sudanesischen Provinz auf, die Gewalt, einschließlich Angriffe auf Zivilisten, Friedenstruppen und humanitäre Helfer, unverzüglich einzustellen.
Mit der Verabschiedung der Resolution 1881 (2009) forderte der Rat eine sofortige Einstellung der Feindseligkeiten und alle Parteien auf, sich zu einem dauerhaften und dauerhaften Waffenstillstand zu verpflichten. Er ersuchte den Generalsekretär, sich mit den Parteien zu beraten, um einen wirksameren Mechanismus zur Überwachung des Waffenstillstands zu entwickeln, und betonte außerdem, dass die UNAMID über Fälle von Gewalt berichten müsse, die die Friedensbemühungen untergraben könnten.
Der Rat bekräftigte, dass es keine militärische Lösung für den Konflikt in Darfur geben könne und dass „eine alle Seiten einbeziehende politische Lösung und der erfolgreiche Einsatz der UNAMID für die Wiederherstellung des Friedens unerlässlich sind“. Angriffe oder Drohungen gegen die UNAMID seien inakzeptabel, fügte er hinzu, bekräftigte seine Verurteilung früherer Angriffe durch bewaffnete Gruppen und forderte, dass sich solche Angriffe nicht wiederholen dürfen.
Die Verbesserungen in der Zusammenarbeit der sudanesischen Regierung mit der UNAMID wurden begrüßt, aber der Rat forderte die Regierung auch auf, das 2008 mit der UNAMID geschlossene Truppenstatut einzuhalten, insbesondere hinsichtlich der Erteilung von Visa für das Personal der Mission und der Genehmigung von Flügen und Ausrüstung.
Um die Fortschritte der UNAMID zu messen und zu verfolgen, forderte der Rat den Generalsekretär auf, ihm einen strategischen Arbeitsplan mit Benchmarks zur Prüfung vorzulegen. Er wurde außerdem gebeten, in seinem nächsten Bericht eine Bewertung der Fortschritte anhand dieser Benchmarks sowie etwaige Empfehlungen zum Mandat und zur Zusammensetzung der Operation aufzunehmen.